# Montes (Venezuela)
Montes is een gemeente in de Venezolaanse staat Sucre. De gemeente telt 60.700 inwoners. De hoofdplaats is Cumanacoa.